# Patrimoniumbuurt
De Patrimoniumbuurt is een buurt in de Haarlemse wijk Transvaalwijk in stadsdeel Haarlem-Noord.
De buurt is in 1921 ontworpen door T.J. Kuipers en A.U. Ingwersen in opdracht van de gereformeerde woningstichting Patrimonium. De buurt werd tussen 1921 en 1923 gebouwd, is zo'n 16 hectare groot en ligt in het zuidoostelijke deel van Haarlem-Noord. In totaal zijn er 530 woningen te vinden, deze kennen nagenoeg allemaal dezelfde bouwstijl. Het ontwerp is bedoeld als een stadswijk met een dorps karakter, ook wel een tuindorp genoemd. Dit principe was destijds in de jaren 20 van de twintigste eeuw erg populair in Nederland.
In 2010 werd de buurt uitgeroepen tot gemeentelijk monument. De zone langs het Spaarne in deze buurt maakt deel uit van ontwikkelzone Spaarndamseweg. Tevens is grenzend aan deze buurt in het noorden het Nelson Mandelapark gelegen, dit park is aangelegd op de plek van een voormalige haven.
In 2021 werd de buurt 100 jaar. Ter gelegenheid werd onder andere een expositie in het ABC Architectuurcentrum georganiseerd.